# EL/M-2248

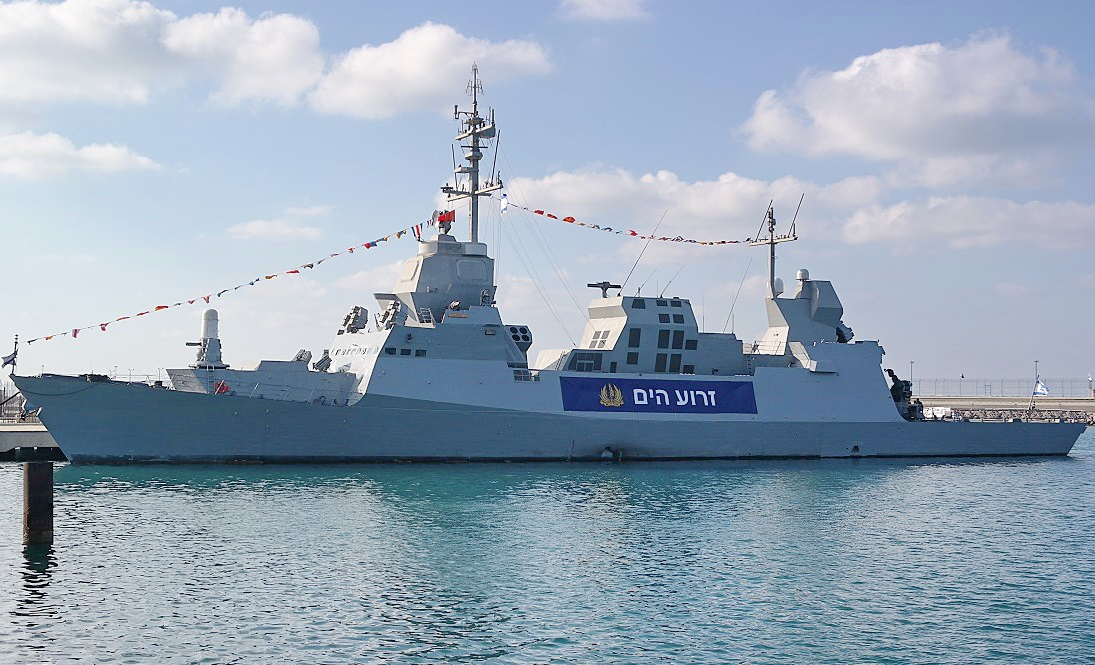
EL/M-2248 MF-STAR atop INS Lahav of the Israeli Navy

EL/M-2248 MF-STAR — это многофункциональная корабельная РЛС с активной фазированной антенной решёткой, разработанная израильской компанией IAI Elta  для установки на боевые корабли. Может сопровождать воздушные и надводные цели, обеспечивает управление оружием. MF-STAR является аббревиатурой от Multi-Function Surveillance, Track And Guidance Radar (многофункциональный радар наблюдения, слежения и наведения)

## Общие сведения
Производство ELTA Systems.
Представляет собой многофункциональную твердотельную РЛС с активной фазированной решёткой, разработанный для нового поколения морских платформ. Радиолокационная система состоит из 4 активных массивов, работающих в S-диапазоне, каждый из которых покрывает четверть верхней полусферы пространства. Радар использует многолучевой импульсно-доплеровский режим и оснащён надежным электронным устройством противодействия контрмерам для выделения целей с малым радиолокационным сечением в условиях помех и активного подавления. Обеспечивают низкую вероятность перехвата излучаемых сигналов и как следствие — высокую скрытность корабля. РЛС весит около 7 т и может быть установлена на корабли классов корвет и выше.
Способна обнаруживать воздушные и надводные цели и сопровождать сотни целей одновременно с очень высокой скоростью обновления. Способна осуществлять подсветку цели и корректировку автопилота на маршевом участке траектории для зенитных и противокорабельных ракет с одновременным перехватом нескольких целей. Может также автоматически определять место взрыва снаряда для коррекции артиллерийской стрельбы.
Цели автоматически обнаруживаются на больших дистанциях, автоматически классифицируются на средних дистанциях и автоматически берутся на сопровождение. Ракеты с малой высотой полёта берутся на сопровождение на дальности более 25 км, а высотные цели типа истребителя — на расстоянии более 250 км.
В 2014 году корвет INS Lahav был оснащён РЛС EL/M-2248 MF-STAR. Данная РЛС поставляется также в Индию для эсминцев типа Kolkata (Project 15A, 3 корабля), эсминцев Visakhapatnam (Project 15B, 4 корабля) и авианосца Vikrant, возможно и для фрегатов Project 17A.

## Тактико-технические характеристики
- Автоматическая инициализация трека:
  - низколетящая атакующая ракета — 25 км
  - высотный истребитель — 250 км.
- Приемопередатчик — твердотельный S-диапазона
- Антенна — 4 неподвижных ФАР.
- Пространственный охват:
  - азимут — 360°
  - угол места —  -20°...+85°
- Масса на палубе — 1500 кг
- Масса под палубой — 900 кг

## Операторы
- Израиль
  - Корветы типа «Саар-5»[3]
- Индия
  - Эсминцы типа «Калькутта» [4]
  - Эсминцы типа «Висахапатнам»
  - Авианосец «Викрант»